# Bosschenhoofd
Bosschenhoofd est un village situé dans la commune néerlandaise de Halderberge, dans la province du Brabant-Septentrional. Le 1er janvier 2007, le village comptait 2 160 habitants.